# That’s a Rack
That’s a Rack — сингл американского рэпера Lil Uzi Vert. Он был выпущен 9 апреля 2019 года, вместе с песней «Sanguine Paradise». Он был спродюсирован Nick Mira.

## Отзывы
В Spin сказали, что песня «наполнена маниакальной энергией». В XXL сказали, что трек содержит «типичный набор хвастливых текстов» от Lil Uzi Vert.

## Чарты
| Чарты (2019)                          | Высшая позиция |
| ------------------------------------- | -------------- |
| Канада (Billboard Canadian Hot 100)   | 77             |
| Новая Зеландия (RMNZ)                 | 18             |
| США (Billboard Hot 100)               | 76             |
| США (Billboard Hot R&B/Hip-Hop Songs) | 27             |

## Сертификации
| Регион | Сертификация | Продажи |
| --- | ------------ | ------- |
| США (RIAA) | Золотой      | 500 000 |
| * Данные о продажах приведены только на основе сертификации. · ^ Данные о тиражах приведены только на основе сертификации. · Данные о продажах + прослушиваниях приведены только на основе сертификации. |              |         |